# François Rude

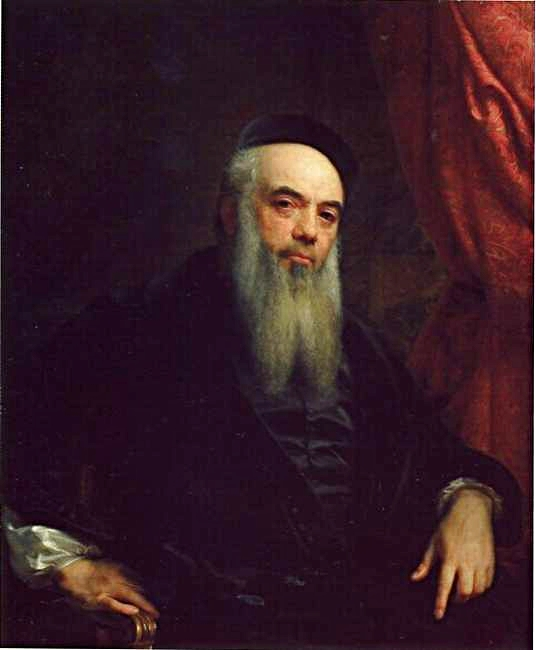
François Rude, gemalt von seiner Frau Sophie (1842)

François Rude (* 4. Januar 1784 in Dijon; † 3. November 1855 in Paris) war ein französischer Bildhauer. Er ist berühmt für das Relief Le Départ des volontaires de 1792 (Der Aufbruch der Freiwilligen von 1792) von 1833–1836, allgemein bekannt als La Marseillaise am Arc de Triomphe in Paris. In seinem Werk kommen häufig patriotische Themen zum Ausdruck, aber auch der Übergang vom Klassizismus zur Romantik.

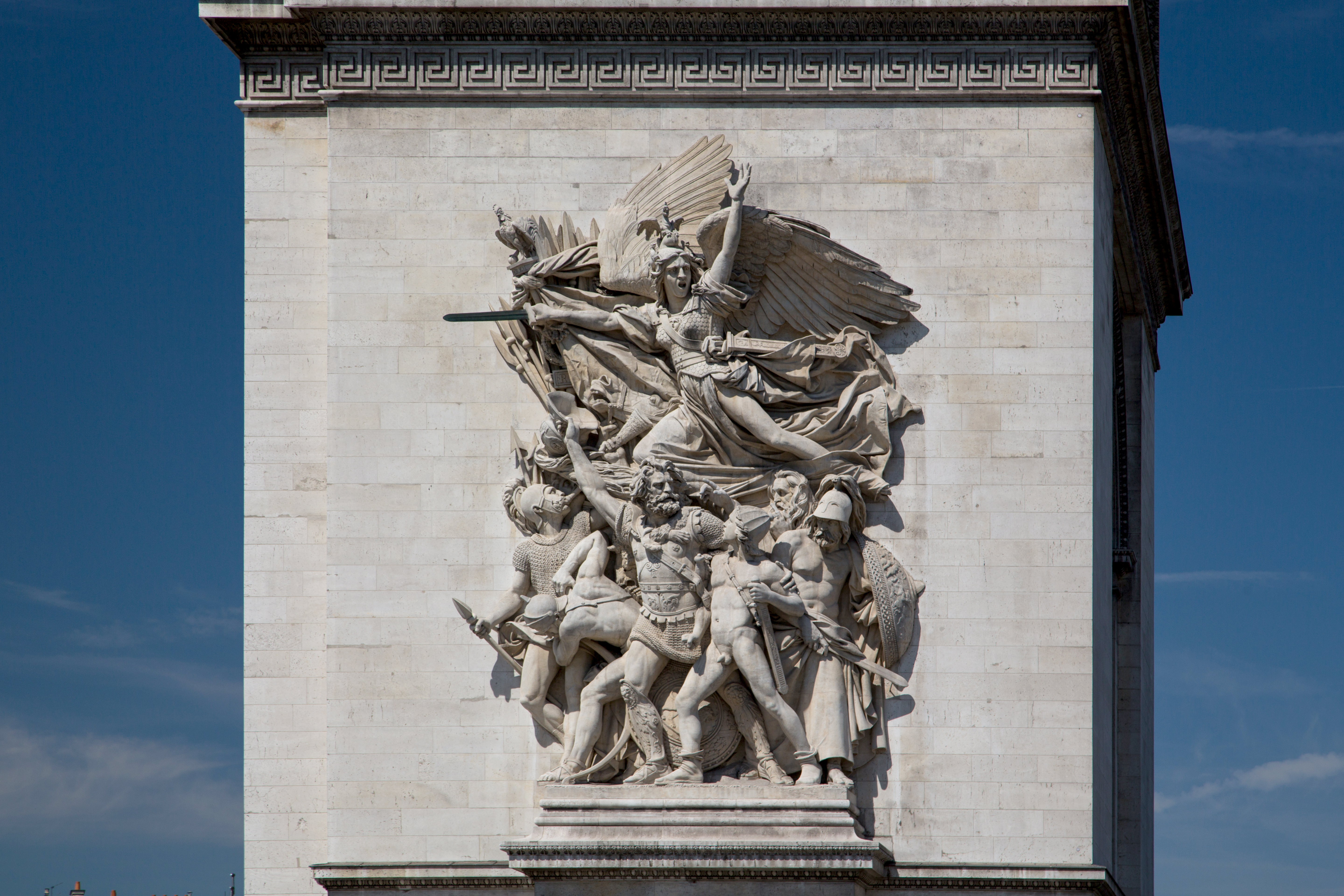
La Marseillaise, François Rude

## Leben
François Rude wurde in Dijon (Côte-d’Or) in der heutigen Rue François-Rude Nr. 5, in der Nähe des heutigen Place François-Rude, als Sohn eines Schmieds geboren. François Rude lernte in dieser Stadt bei François Devosge das Zeichnen und wurde von Louis Frémiet, dem stellvertretenden Konservator des Museums der Schönen Künste in Dijon, Mäzen und glühenden Bonapartisten, unterstützt, dessen Tochter Sophie er später heiratete.
1809 zog er nach Paris und wurde an der École Nationale Supérieure des Beaux-Arts im Atelier von Pierre Cartellier aufgenommen. Für seinen Aristée, der den Verlust seiner Bienen beklagt, erhielt er den Prix de Rome von 1812. Aufgrund der zeitgenössischen politischen Umstände konnte er den mit dem Preis verbundenen Aufenthalt in der Villa Medici der Académie de France in Rom nie in Anspruch nehmen.
Nach dem Fall des Ersten Kaiserreichs und der Restauration der Bourbonen zog er 1815, als das Vereinigte Königreich der Niederlande gegründet wurde, zu seiner Schwiegerfamilie nach Brüssel, wo er in den Dienst des Architekten Charles Vander Straeten trat. Er führt neun Basreliefs für einen der Pavillons des Palastes von Tervuren aus, der heute nicht mehr existiert, von dem aber noch Abgüsse vorhanden sind. Dort heiratete er die Malerin Sophie Frémiet, mit der er einen Sohn, Amédée, hatte, der 1830 starb. Zusammen mit dem Architekten Charles Vander Straeten führte er offizielle Aufträge von König Wilhelm I. der Niederlande aus, indem er an mehreren Renovierungs- und Dekorationsarbeiten an königlichen Palästen, Schlössern und Denkmälern in Brüssel wie dem Théâtre de la Monnaie und dem Palais de la Bourse in Brüssel beteiligt war.
Anschließend kehrte er 1827 nach Paris zurück, wo er sich allmählich vom Klassizismus zur Romantik wandelte. Nach 1827 fertigte er eine Marienstatue für die Kirche Saint-Gervais-Saint-Protais in Paris und eine Merkurstatue (Paris, Musée du Louvre) an.
1833 wurde er mit der Ehrenlegion ausgezeichnet und erhielt den Auftrag, ein Hochrelief für den Triumphbogen des Étoile zu schaffen: Le Départ des volontaires de 1792, allgemein bekannt als La Marseillaise, sein berühmtestes Werk, das wesentlich zu seinem Ruhm beitrug. Parallel dazu wurde die Skulptur Petit Pêcheur napolitain jouant avec une tortue (Der kleine neapolitanische Fischer, der mit einer Schildkröte spielt; Paris, Musée du Louvre) in Marmor gehauen.
Der Erfolg seiner Marseillaise ermöglichte es ihm, sein eigenes Atelier zu eröffnen und auf diese Weise Schüler auszubilden, darunter auch seinen Neffen Paul Cabet. Er erhält mehrere Aufträge für öffentliche Denkmäler zu Ehren großer Persönlichkeiten, Louis Monge (1849), Antoine Joseph Bertrand (1852) und Maréchal Michel Ney. Er hat auch einige private und religiöse Aufträge ausgeführt.
1835 übernimmt François Rude die von Jean-Baptiste Roman begonnene Statue des Cato von Utica, der den Phaedon liest, bevor er sich das Leben nimmt, das letzte Werk des im selben Jahr 1835 verstorbenen Künstlers. Rude vollendet die Statue 1840. 1839 adoptierte das Paar Martine Cabet, Sophies verwaiste Nichte, die für mehrere ihrer Werke Modell stand. Sie wird die zukünftige Ehefrau ihres Neffen Paul Cabet. 1845 erhielt er den Auftrag für die Gestaltung der Grabskulptur der Journalisten Godefroi Cavaignac, dem Gründer der Zeitung La Réforme. In Gips führte Rude sie bis 1847 mit seinem Schüler Ernest Christophe aus. Das nach finanziellen Schwierigkeiten fast zehn Jahre später aufgestellte Bronze-Monument befindet sich im Cimetière Montparnasse, Division 31.
1846 nahm ihn Académie royale des Sciences, des Lettres et des Beaux-Arts de Belgique als assoziiertes Mitglied auf. Ohne Erfolg kandidierte er bei den Wahlen zur Verfassunggebenden Versammlung von 1848. Ab 1852 widmete er die letzten drei Jahre seines Lebens zwei Skulpturen, deren Sujets er selbst auswählte, um auf die Aufträge für freie Themen seiner Heimatstadt Dijon zu reagieren: Hébé et l’Aigle de Jupiter und L’Amour dominateur du monde, in denen der Künstler an einen gewissen Neoklassizismus anknüpft und die sein künstlerisches Testament darstellen.

François Rude erhält auf der Weltausstellung 1855 in Paris eine Ehrenmedaille. Er starb im selben Jahr und wurde auf dem Friedhof Cimetière du Montparnasse, Division 1, im 14. Arrondissement in Paris beerdigt.

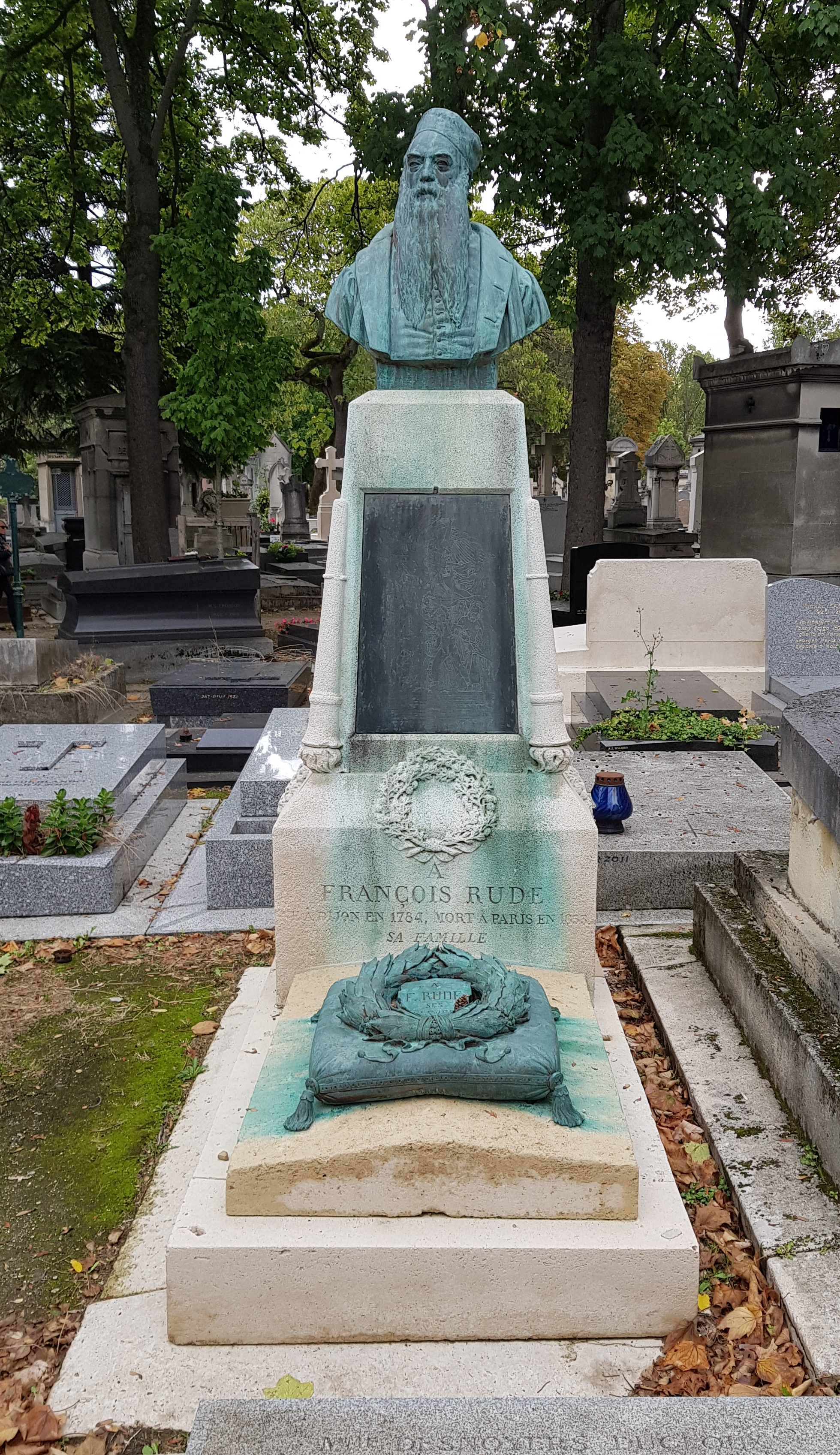
Grabstätte, Cimetière du Montparnasse, Büste von Paul Cabet, Aufnahme vom Oktober 2019

## Werke
- Merkur, den Flügelschuh befestigend (1827)
- Neapolitanischer Fischerknabe (1831)[2]
- Der Auszug der Freiwilligen 1792 (1833, Relief am Triumphbogen zu Paris)
- Ludwig XIII. als Knabe (1842)
- Grabfigur von Godefroi Cavaignac (1847, auf dem Montmartre in Paris)
- Christus am Kreuz (1852, im Louvre)
- Jungfrau von Orleans (1852)
- Die Auferstehung Napoleons
- Denkmal von Michel Ney in Paris